# Raad van Kabiten en Basiya van de Okanisi in Nederland
De Raad van Kabiten en Basiya van de Okanisi in Nederland vormt het traditionele gezag van de Aukaners (Okanisi) in Nederland. Het is de hoogste (en enige) vertegenwoordiger in Nederland van het traditionele gezag van de Aukaners in Suriname. 
De Raad is ingesteld op 12 augustus 2000 door de hoogste gezagdrager van de Aukaners Marrons, gaanman Gazon Matodja. Op 19 augustus 2000, installeerde de gaanman (granman), tijdens een speciaal gehouden Busikondee-Neti in Utrecht,  de eerste kabiten (kapitein) en een aantal mannelijke en vrouwelijke basiya (basja's) in Nederland. 

## Doel
Het doel van de Raad van Kabiten en Basiya van de Okanisi in Nederland is het voornamelijk volgens de traditie van de Aukaners behandelen van zaken, die de Marronorganisaties in Nederland gestructureerd volgens westers model, niet adequaat kunnen oplossen. De nadruk  ligt hierbij op het oplossen van problemen volgens de Aukaanse traditie én het ondersteunen volgens deze traditie van individuen en/of groepen bij de uitvoering van diverse zaken die belangrijk zijn bij het verkrijgen en versterken van de Marron culturele identiteit. Eenieder die daaraan behoefte heeft kan een beroep doen op de Raad. De Raad heeft ook als doel, om op te komen voor het belang van de Aukaners in Nederland (en in Suriname).

## De vorm van de Raad van kabiten en basiya
De Raad, bestaande uit één kabiten en een aantal mannelijke en vrouwelijke  basiya, heeft een landelijke functie. De Kabiten en de Basiya zijn allen, op voordracht, benoemd door gaanman Gazon Matodja. De benoeming is anders dan gebruikelijk tot stand gekomen. De functies zijn namelijk niet gebonden aan een bepaalde Lo en zijn dus niet volgens matrilineair erfrecht bepaald. De  Kabiten en Basiya in Nederland vertegenwoordigen daarom niet een Lo, maar de Gaan-lo, de Aukaners. Ook hebben de Kabiten en de Basiya of wel de Raad van Kabiten en Basiya van de Okanisi in Nederland, met Gaanman Gazon Matodja afgesproken dat Kabiten en Basiya in Nederland niet voor het leven worden benoemd, omdat dit, naar de mening van de Kabiten en Basiya van de Okanisi in Nederland, niet meer past in deze tijd. Een Kabiten of een Basiya moet uit zijn functie kunnen worden gezet als hij niet goed functioneert of als hij gedrag vertoont dat schade berokkent aan het gezag. De persoon moet ook zijn functie als Kabiten of Basiya kunnen neerleggen als hij daar behoefte aan heeft. 
Via de kabiten staat de Raad rechtstreeks in verbinding met de gaanman van de Okanisi in het binnenland van Suriname. 
De Kabiten en de Basiya in de Raad van Kabiten en Basiya van de Okanisi in Nederland krijgen geen financiële vergoeding voor hun werk voor de Aukaanse gemeenschap in Nederland. Zij werken op vrijwillige basis voor de gemeenschap.

## Kabiten en Basiya van de Okanisi Marrons in Nederland
De kabiten en basiya van de Okanisi (Aukaners) in Nederland zijn:
- André R.M. Pakosie, kabiten (van augustus 2000 - december 2012)
- Drs. Juan Jonas, basiya
- André Mosis, basiya
- Laetitia van Assen, basiya,
- Patricia Pryor, basiya
- Marius Nengdisi, basiya
- Hellen Ajentoena, basiya
- Jacintha Apai, basiya
- Maya Aboloi, basiya

## Werkzaamheden van de Raad
Sinds de instelling in 2000, heeft kabiten André Pakosie, ter verbetering van hun maatschappelijke situatie, voor de Nederlandse Okanisi Marrongemeenschap, namens de Raad een aantal zaken op het culturele vlak versoepeld. Zo is de potibaáka (het officieel in de rouw bevestigen van een weduwe/weduwnaar volgens de Aukaanse traditie) en de puubaáka (het beëindigen van de officiële rouwperiode door middel van ceremoniën en rituelen volgens de Aukaanse raditie) in Nederland mogelijk gemaakt en de ceremoniën en rituelen aangepast. Voorheen moesten mensen naar Suriname om deze te doen plaatsvinden. Nu kunnen families desgewenst de Raad inschakelen om een potibaáka en/of een puubaáka in Nederland uit te voeren. 
Binnen de structuur van de Raad kan een basiya, na overleg, namens de kabiten c.q. de Raad handelingen uitvoeren bij gelegenheden die de Aukaanse traditie aangaan. Deze gevolgde werkwijze heeft vanaf de instelling van de Raad haar vruchten afgeworpen. De Raad treedt onder andere op bij geschillen, overlijdensgevallen, geboorterituelen, rituelen bij volwassenwording en bij huwelijksvoltrekking volgens de Aukaanse traditie. 

## Woonplaats
De kabiten en de basiya wonen verspreid over een aantal grote steden. De kabiten wonen in Utrecht, de basiya in Amsterdam, Den Haag, Rotterdam en Tilburg. Dit betekent dat in de andere steden met concentraties Aukaners, zoals Almere, geen functionaris woont, terwijl gebleken is dat hieraan wel behoefte is. Het betekent bovendien voor de huidige functionarissen (kabiten en basiya) een grotere werkdruk. Men moet reizen om in het hele land te kunnen opereren en daardoor verliest men kostbare tijd. De kabiten bekijkt wie, in geval van een bepaalde situatie in een andere stad, de Raad kan vertegenwoordigen. De Raad is gemachtigd om in steden waar dat nodig is, functionarissen aan te stellen. 